# Tartessella incompleta
Tartessella incompleta är en insektsart som beskrevs av Evans 1936. Tartessella incompleta ingår i släktet Tartessella och familjen dvärgstritar. Inga underarter finns listade i Catalogue of Life.